# Conspirație la Hong Kong
Conspirație la Hong Kong (titlu original: Hong Kong '97) este un film american politic thriller din 1994 regizat de Albert Pyun. Rolurile principale au fost interpretate de actorii Robert Patrick, Brion James și Tim Thomerson. Filmul a fost lansat direct pe video pe 9 noiembrie 1994.

## Prezentare
Are loc în timpul transferului suveranității asupra Hong Kong-ului de la Regatul Unit la Republica Populară Chineză. Un asasin ucide mai mulți oficiali chinezi de rang înalt și trebuie să iasă rapid din țară înainte ca el însuși să fie ucis. 

## Distribuție
- Robert Patrick - Reginald Cameron
- Brion James - Simon Alexander
- Tim Thomerson - Jack McGraw
- Ming-Na Wen - Katie Chun
- Selena Chau-yuet You - Li
- Michael Lee - Chun
- Andrew Divoff - Malcolm Goodchild